# Excellent Italian Greyhound
Excellent Italian Greyhound es el cuarto álbum de estudio de la banda de post-hardcore Shellac. Fue lanzado el 5 de junio de 2007, bajo Touch and Go Records. El título del álbum es una referencia a Uffizi, el pequeño lebrel italiano ("italian greyhound", en inglés) de Todd Trainer, baterista de Shellac. Fue grabado en Electrical Audio, el estudio de grabación profesional de Steve Albini, cantante y guitarrista de la banda, y fue masterizado en el famoso Abbey Road, por Steve Rooke. 
El dibujo de la carátula, un perro pequeño lebrel italiano junto a unas frutas, fue hecho por Jay Ryan, de Dianogah.
El famoso "rey de la voz en off" Ken Nordine aparece en la canción "Genuine Lulabelle", sin embargo no aparece en los créditos del álbum. La introducción a "Spoke" incluye un cover del comercial de radio "Rotosound Strings", del álbum de The Who de 1967 The Who Sell Out.
En el vinilo, en ambos lados, hay un texto en el borde: Lado A: "Pronto Prova..." - Lado B: "A Isamu Sta Lapa!".
Excellent Italian Greyhound alcanzó, el año 2007, el #17 en el Top Heatseekers, y el #45 en el Top Independent Albums.

## Lista de canciones
1. "The End of Radio"
2. "Steady As She Goes"
3. "Be Prepared"
4. "Elephant"
5. "Genuine Lulabelle"
6. "Kittypants"
7. "Boycott"
8. "Paco"
9. "Spoke"

## Créditos
- Steve Albini - guitarra, voz
- Bob Weston - bajo, voz
- Todd Trainer - batería, voz
- Jay Ryan - dibujo de carátula